# Mathias Lauda
Mathias Lauda (Salisburgo, 30 gennaio 1981) è un ex pilota automobilistico austriaco, figlio del tre volte campione del mondo di Formula 1 Niki Lauda e della ex moglie Marlene Knaus, ha anche un fratello di nome Lukas, che è il suo manager.
Ha ottenuto i suoi migliori risultati nel Campionato del mondo endurance, tra cui il primo posto nella categoria GTE Am nel 2017 e due terzi posti nel 2015 e 2016.

## Biografia

### Carriera sportiva

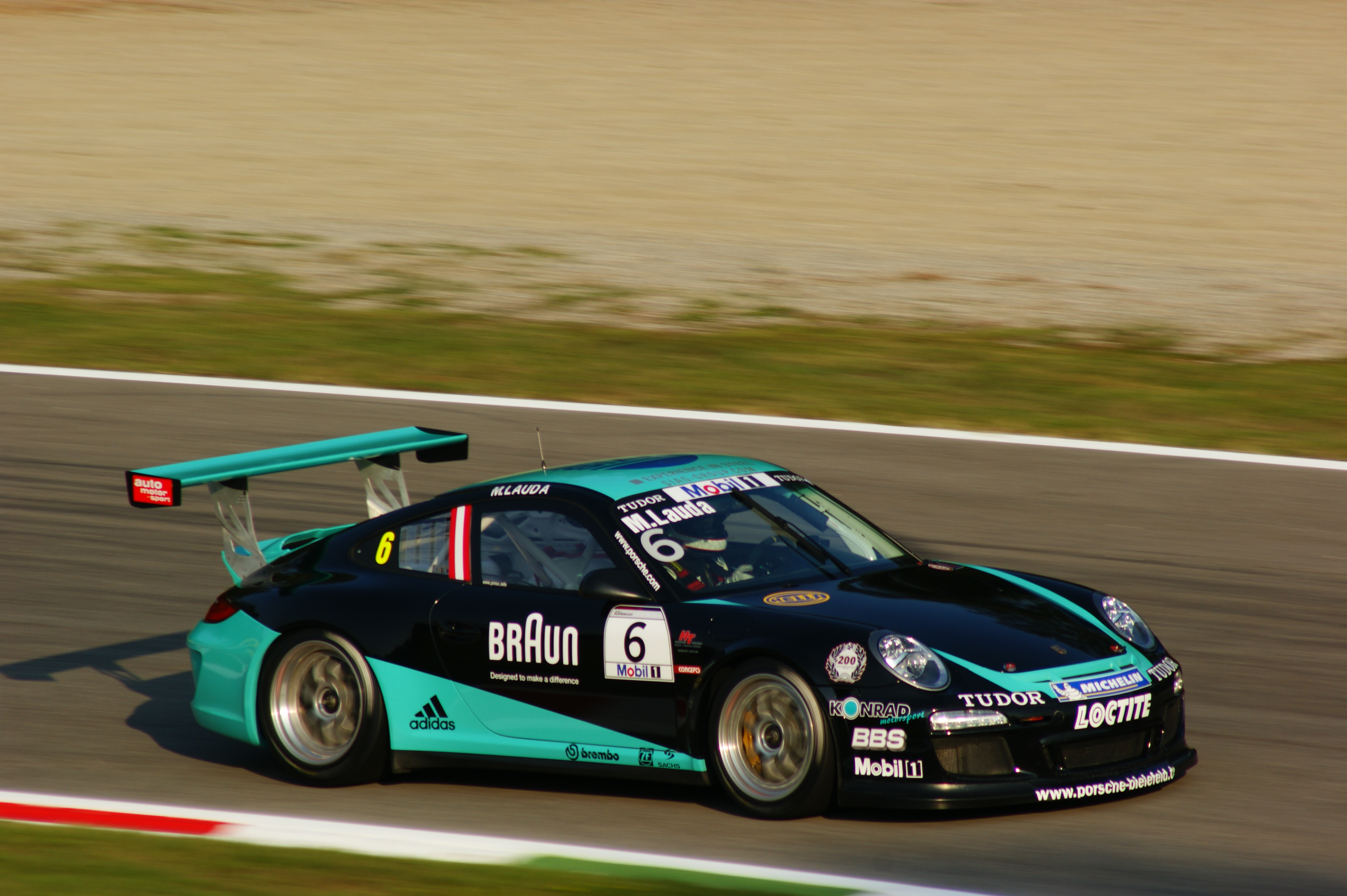
Lauda sulla variante Ascari del circuito di Monza nel 2011

Lauda ha debuttato nel 2002 nella Formula Nissan 2000. Ha anche guidato in due gare della Formula VW tedesca e una gara della Formula 3 spagnola. Si è trasferito alla World Series Light nel 2003 con il team di Vergani, trasferendosi nuovamente nel 2004 alla serie Euro 2000. Più tardi nel 2004 ha guidato in Formula 3000, completando l'intera stagione con il team Coloni Motorsport.
Nel 2005 ha corso nella GP2 Series per il team Coloni, al fianco dell'ex pilota Formula Uno Gianmaria Bruni.

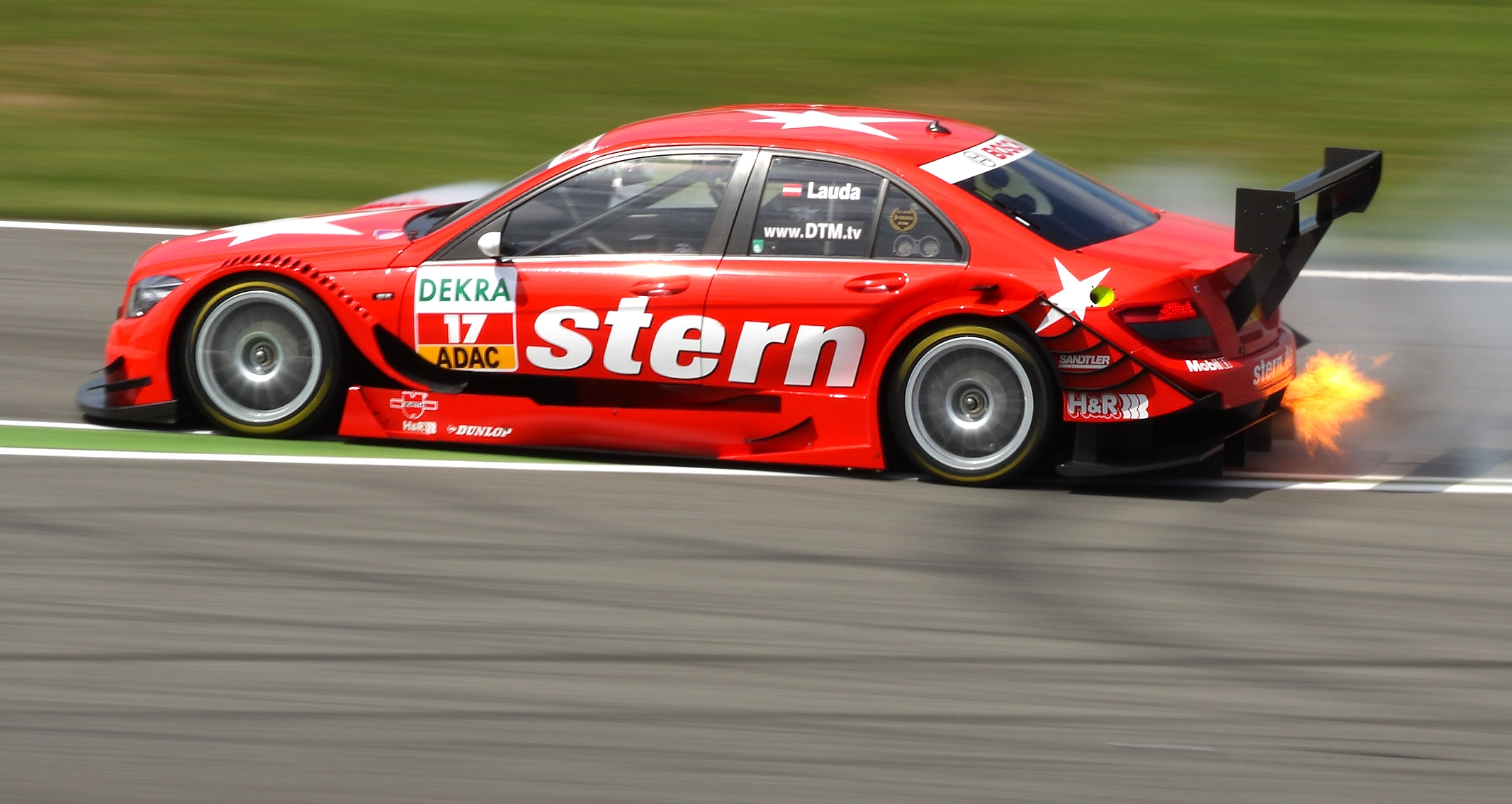
Lauda a bordo di una Mercedes W204 DTM ad Hockenheim nel 2009

Dal 2006 ha gareggiato nel Deutsche Tourenwagen Masters con la scuderia Mercedes-Benz, mentre nel 2008 e 2009 ha gareggiato nella Speedcar Series.
Nel 2012 si è unito al Vita4One Racing Team di Michael Bartels, dove ha concluso 12º in classifica con Nikolaus Mayr-Melnhof in una BMW Z4 GT3. Inoltre, Lauda ha ottenuto il 3º posto nella 24 Ore di Spa 2012.

## Risultati

### GP2
| Anno | Scuderia          | 1   | 2   | 3   | 4   | 5   | 6   | 7   | 8   | 9   | 10  | 11  | 12  | 13  | 14  | 15  | 16  | 17  | 18  | 19  | 20  | 21  | 22  | 23  | Punti | Pos. |
| ---- | ----------------- | --- | --- | --- | --- | --- | --- | --- | --- | --- | --- | --- | --- | --- | --- | --- | --- | --- | --- | --- | --- | --- | --- | --- | ----- | ---- |
| 2005 | Coloni Motorsport | SMR | SMR | ESP | ESP | MON | EUR | EUR | FRA | FRA | GBR | GBR | GER | GER | HUN | HUN | TUR | TUR | ITA | ITA | BEL | BEL | BHR | BHR | 3     | 21º  |
| 2005 | Coloni Motorsport | 12  | Rit | Rit | 13  | 6   | 10  | Rit | 16  | 15  | 20  | 15  | 14  | 21  | Rit | 14  | 16  | 18  | 13  | 12  | 9   | 24  | 14  | 21  | 3     | 21º  |

### 24 Ore di Le Mans
| Anno | Team                | Co-Piloti                  | Vetture                  | Classe | Giri | Pos. | Class Pos. |
| ---- | ------------------- | -------------------------- | ------------------------ | ------ | ---- | ---- | ---------- |
| 2015 | Aston Martin Racing | Paul Dalla Lana Pedro Lamy | Aston Martin Vantage GTE | GTE Am | 321  | NC   | NC         |
| 2016 | Aston Martin Racing | Paul Dalla Lana Pedro Lamy | Aston Martin Vantage GTE | GTE Am | 281  | Rit  | Rit        |
| 2017 | Aston Martin Racing | Paul Dalla Lana Pedro Lamy | Aston Martin Vantage GTE | GTE Am | 329  | 36th | 8th        |
| 2018 | Aston Martin Racing | Paul Dalla Lana Pedro Lamy | Aston Martin Vantage GTE | GTE Am | 92   | Rit  | Rit        |
| 2019 | Aston Martin Racing | Paul Dalla Lana Pedro Lamy | Aston Martin Vantage GTE | GTE Am | 87   | Rit  | Rit        |